# Бенјамин Рајх
Бенјамин Рајх (Лајнс, 28. фебруар 1978) бивши је аустријски алпски скијаш. Вишеструки је освајач златних медаља на олимпијским играма и светским првенствима, као и великог кристалног глобуса 2006. и 8 малих кристалних глобуса. Са 35 победа у Светском купу налази се на шестом месту најуспешнијих скијаша у овом такмичењу.

## Каријера
Као дечак освојио је 1991. Трофеј тополино а након тога постао је јуниорски првак света у слалому и велеслалому. У Светском купу је дебитовао у марту 1996. Прву победу је остварио 1999, у слалому.
На Светском првенству 2001. освојио је сребро у слалому а те сезоне осваја и мали кристални глобус у истој дисциплини. На Олимпијским играма 2002. у Солт Лејк Ситију освојио је две бронзане медаље.
Сезону 2005. завршава на другом месту у укупном поретку иза Бодија Милера. На Светском првенству исте године освојио је пет медаља, по једну у свакој дисциплини у којој се такмичио изузев у спусту.
Наредне сезоне осваја велики кристални глобус и златне медаље на Олимпијским играма у Торину у слалому и велеслалому.
Током целе каријере Бенјамина Рајха карактерише константност у тркама, па тако осваја друга места у сезонама 2005, 2007, 2008, 2009. и 2010. Занимљиво је да је 2007. и 2009. изгубио у трци за велики кристални глобус за 13 односно 2 поена.

## Приватни живот
Има млађу сестру Карину Рајх која је такође алпска скијашица. Рајх је тренутно верен за скијашицу Марлис Шилд.

## Победе у Светском купу

### Кристални глобуси
| Сезона | Дисциплина  |
| ------ | ----------- |
| 2001.  | Слалом      |
| 2005.  | Слалом      |
| 2005.  | Велеслалом  |
| 2005.  | Комбинација |
| 2006.  | Укупно      |
| 2006.  | Комбинација |
| 2006.  | Велеслалом  |
| 2007.  | Слалом      |
| 2010.  | Комбинација |

### Победе
36 (14 у слалому, 14 у велеслалому, 7 у комбинацији, 1 у супервелеслалому)
| Сезона     | Датум              | Место                      | Трка             |
| ---------- | ------------------ | -------------------------- | ---------------- |
| 1998/99.   | 7. јануар 1999.    | Шладминг, Аустрија         | Слалом           |
| 1998/99.   | 10. јануар 1999.   | Флахау, Аустрија           | Велеслалом       |
| 1998/99.   | 17. јануар 1999.   | Венген, Швајцарска         | Слалом           |
| 1999/2000. | 26. фебруар 2000.  | Јонгпјонг, Јужна Кореја    | Велеслалом       |
| 1999/2000. | 18. март 2000.     | Бормио, Италија            | Велеслалом       |
| 2000/01.   | 14. јануар 2001.   | Венген, Швајцарска         | Слалом           |
| 2000/01.   | јануар 21. 2001.   | Кицбил, Аустрија           | Слалом           |
| 2000/01.   | јануар 23. 2001.   | Шладминг, Аустрија         | Слалом           |
| 2000/01.   | март 11. 2001.     | Оре, Шведска               | Слалом           |
| 2001/02.   | 21. децембар 2001. | Крањска Гора, Словенија    | Велеслалом       |
| 2003/04.   | 3. јануар 2004.    | Флахау, Аустрија           | Велеслалом       |
| 2003/04.   | 18. јануар 2004.   | Венген, Швајцарска         | Слалом           |
| 2003/04.   | 27. јануар 2004.   | Шладминг, Аустрија         | Слалом           |
| 2004/05.   | 5. децембар 2004.  | Бивер Крик, САД            | Слалом           |
| 2004/05.   | 14. јануар 2005.   | Венген, Швајцарска         | Комбинација      |
| 2004/05.   | 26. фебруар 2005.  | Крањска Гора, Словенија    | Велеслалом       |
| 2005/06.   | 21. децембар 2005. | Крањска Гора, Словенија    | Велеслалом       |
| 2005/06.   | 7. јануар 2006.    | Аделбоден, Швајцарска      | Велеслалом       |
| 2005/06.   | 13. јануар 2006.   | Венген, Швајцарска         | Суперкомбинација |
| 2005/06.   | 22. јануар 2006.   | Кицбил, Аустрија           | Комбинација      |
| 2005/06.   | 3. фебруар 2006.   | Шамони, Француска          | Суперкомбинација |
| 2005/06.   | 10. март 2006.     | Шига Коген, Јапан          | Слалом           |
| 2005/06.   | 17. март 2006.     | Оре, Шведска               | Велеслалом       |
| 2006/07.   | 12. новембар 2006. | Леви, Финска               | Слалом           |
| 2006/07.   | 6. јануар 2007.    | Аделбоден, Швајцарска      | Велеслалом       |
| 2006/07.   | 23. јануар 2007.   | Шладминг, Аустрија         | Слалом           |
| 2006/07.   | 3. март 2007.      | Крањска Гора, Словенија    | Велеслалом       |
| 2006/07.   | 9. март 2007.      | Квитфјел, Норвешка         | Суперкомбинација |
| 2006/07.   | 18. март 2007.     | Ленцерхајде, Швајцарска    | Слалом           |
| 2007/08.   | 9. децембар 2007.  | Бад Клајнкирхајм, Аустрија | Слалом           |
| 2008/09.   | 7. децембар 2008.  | Бивер Крик, САД            | Велеслалом       |
| 2008/09.   | 12. децембар 2008. | Вал д'Изер, Француска      | Суперкомбинација |
| 2008/09.   | 10. јануар 2009.   | Аделбоден, Швајцарска      | Велеслалом       |
| 2008/09.   | 13. март 2009.     | Оре, Шведска               | Велеслалом       |
| 2009/10    | 11. децембар 2009. | Вал д'Изер, Француска      | Суперкомбинација |
| 2011/12    | 25. фебруар 2012.  | Кран Монтана, Швајцарска   | Супервелеслалом  |